# Guillermo Cabrera Infante
Guillermo Cabrera Infante (Gibara, 1929. április 22. – London, 2005. február 21.) kubai író, esszéista, műfordító, kritikus, és forgatókönyvíró. Élete utolsó évtizedeiben brit állampolgár. 1997-ben Cervantes-díjjal (a spanyol nyelvű irodalom legrangosabb díjával) tüntették ki. 

## Élete
Guillermo Cabrera Infante 1929. április 22-én született Gibara városában, Guillermo Cabrera és Zoila Infante gyermekeként. A szülei a Kubai Kommunista Párt alapító tagjai voltak. A család 1941-től Havannában élt. 
19 éves korában egy fogadás miatt paródiát írt Miguel Ángel Asturias Elnök úr című regényéről (magyarul Tavaszy Sándor fordítása), amelyet megmutatott a Bohemia c. lap szerkesztőségében. Meglepetésére az írást 1948-ban kiadták, és ahogy később mondta, "ami akkor történt, végleg megváltoztatta az életemet". 
Kezdetben az orvosi egyetemre iratkozott be, majd 1950-től újságírást tanult. 1950-ben megalapította a Cinemateca de Cubát. Későbbi műveinek  témái is elsősorban az irodalom és a mozi lesznek.
1952-ben Fulgencio Batista cenzorai bűnösnek találták Cabrera Infantét, amiért egy elbeszélése obszcén részleteket tartalmazott, így nem publikálhatott saját nevén. Vezetékneveinek összevonásával találta ki írói álnevét (G. Caín), amelyet később filmkritikáinál és néhány forgatókönyvénél is rendszeresen használt. 1954-től 1960-ig a Carteles című lap filmkritikusa. Az ötvenes évek végén írott történeteit az Así en la paz, como en la guerra c. kötetben jelentette meg.
1953-ban feleségül veszi Marta Calvót (1934), két lányuk születik (Ana 1954-ben és Carola 1958-ban). Öt évvel később azonban megismeri Miriam Gómez kubai színésznőt, ő lesz második felesége (1961. december 9-től).
Amikor Fidel Castro 1959-ben hatalomra kerül, Cabrera Infante, aki eleinte támogatta a kubai forradalmat, a Consejo Nacional de Cultura igazgatója lesz, és a Revolución c. lap irodalmi mellékletét, a Lunes de Revoluciónt szerkeszti. A kezdeti lelkesedés ellenére azonban hamarosan kiábrándul, és 1961-től a Lunes de Revolución sem működik tovább. 
Cabrera Infante 1962-től Brüsszelben a kubai nagykövetség kulturális attaséja, itt írja 1963-ban az Un oficio del siglo XX című kötetét. 1965-ben édesanyja súlyosan megbetegszik, ezért visszautazik Kubába (mire hazaér, az anyja meghal). Itt négy hónap viszontagságos küzdelem veszi kezdetét a bürokráciával, amelynek végén Cabrera Infante első házasságból született lányaival visszautazik Európába, és megfogadja, hogy amíg Fidel Castro él, ő nem tér vissza Kubába. Előbb Madridban, majd Barcelonában élnek, később Londonban telepednek le. Rövid kubai látogatása a témája a posztumusz Mapa dibujado por un espía című regénynek (2013).
1964-ben megnyeri a Seix Barral kiadó Biblioteca Breve díját Vista del amanecer en el trópico című kötetével: ez lesz későbbi nagyregénye, a Tres tristes tigres (magyarul: Trükkös tigristrió, Budapest, Jelenkor, 2020, Kutasy Mercédesz fordítása) alapja. A regény a kubai spanyol nyelv beszélt változatát rögzíti, gyakran él a nyelvi humor eszközeivel és kubai, valamint világirodalmi intertextusokkal. 
Az 1970-es évek elejétől Hollywoodban ír forgatókönyveket, szerény sikerrel. 1979-től brit állampolgár. Ugyanebben az évben kiadja második nagyregényét, a La Habana para un infante difunto című kötetet, amely műfajára nézve fiktív erotikus önéletrajznak nevezhető.
1997-ben Cervantes-díjat kap. 
2005. február 21-én a londoni Chelsea and Westminster Hospitalben csípőtörésének szövődményei következtében veszti életét. 

## Művei
- Así en la paz como en la guerra (novellák, 1960)
- Un oficio del siglo XX (filmkritikák, 1963)
- Tres tristes tigres (regény, 1967) Magyarul: Trükkös tigristrió, Budapest: Jelenkor, 2020. Kutasy Mercédesz fordítása
- Vista del amancer en el trópico, O, Exorcismos de estilo (1976–1977)
- Arcadia todas las noches (1978)
- La Habana para un infante difunto (regény, 1979)
- Holy Smoke: Smoking and the Cinema (1985)
- A Twentieth Century Job (1991)
- Mea Cuba (1992)
- Writes of Passage (1993)
- Delito por bailar el chachachá (novellák, 1995)
- Cine o sardina (1997)
- Vidas para leerlas (esszék, 1998)

### Magyarul
- Trükkös tigristrió; ford. Kutasy Mercédesz; Jelenkor, Bp., 2020

## Filmjei
- El Tropico (2005) (forgatókönyvíró)